# Pravica
Pravica (ungarisch Paróca) ist eine Gemeinde im Süden der Slowakei mit 117 Einwohnern (Stand 31. Dezember 2024). Sie gehört zum Okres Veľký Krtíš, einem Kreis des Banskobystrický kraj.

## Geographie
Die Gemeinde befindet sich am Ostrand der Hochebene Krupinská planina, im Tal des Baches Pravický potok im Einzugsgebiet des Ipeľ. Das Ortszentrum liegt auf einer Höhe von 295 m n.m. und ist 21 Kilometer von Veľký Krtíš entfernt.
Nachbargemeinden sind Lentvora im Norden, Ľuboreč im Nordosten, Závada im Osten und Südosten, Chrťany im Süden und Westen sowie Brusník und Senné im Nordwesten.

## Geschichte
Pravica wurde zum ersten Mal 1271 als Procha beziehungsweise Magna Procha schriftlich erwähnt und gliederte sich bis ins 16. Jahrhundert in zwei Orte, Malá Pravica und Veľká Pravica, beide im Herrschaftsgebiet der Burg Divín. Der erstgenannte Ort verödete in der ersten Hälfte des 17. Jahrhunderts. 1828 zählte man 26 Häuser und 184 Einwohner, die als Landwirte und Viehhalter beschäftigt waren.
Bis 1918/1919 gehörte der im Komitat Neograd liegende Ort zum Königreich Ungarn und kam danach zur Tschechoslowakei beziehungsweise heute Slowakei.

## Bevölkerung
| Jahr                | 1994 | 2004    | 2014     | 2024    |
| ------------------- | ---- | ------- | -------- | ------- |
| Anzahl der Personen | 98   | 106     | 119      | 117     |
| Unterschied         |      | +8,16 % | +12,26 % | −1,68 % |

| Jahr                | 2023 | 2024    |
| ------------------- | ---- | ------- |
| Anzahl der Personen | 116  | 117     |
| Unterschied         |      | +0,86 % |

Gemäß der Volkszählung 2011 wohnten in Pravica 118 Einwohner, davon 74 Slowaken, acht Roma und ein Deutscher. 35 Einwohner machten keine Angabe zur Ethnie.
51 Einwohner bekannten sich zur römisch-katholischen Kirche, 22 Einwohner zur römisch-katholischen Kirche sowie jeweils ein Einwohner zu den Zeugen Jehovas und zur evangelisch-methodistischen Kirche. Acht Einwohner waren konfessionslos und bei 35 Einwohnern wurde die Konfession nicht ermittelt.

## Bauwerke
- denkmalgeschützte Steinhäuser im Stil der Volksarchitektur